# Challenger de Perugia 2016

El torneo Blu-Express.com Tennis Cup 2016 es un torneo profesional de tenis. Pertenece al ATP Challenger Series 2016. Se disputó su 2.ª edición sobre superficie tierra batida, en Perugia, Italia entre el 13 y el 19 de junio de 2016.

## Jugadores participantes del cuadro de individuales
| Favorito | País                 | Jugador                 | Rank1 | Posición en el torneo |
| -------- | -------------------- | ----------------------- | ----- | --------------------- |
| 1        | Bandera de Brasil    | Rogério Dutra Silva     | 83    |                       |
| 2        | Bandera de España    | Roberto Carballés Baena | 111   |                       |
| 3        | Bandera de Italia    | Thomas Fabbiano         | 112   |                       |
| 4        | Bandera de Suecia    | Elias Ymer              | 125   |                       |
| 5        | Bandera de Italia    | Marco Cecchinato        | 127   |                       |
| 6        | Bandera de Colombia  | Santiago Giraldo        | 128   |                       |
| 7        | Bandera de Argentina | Guido Andreozzi         | 154   |                       |
| 8        | Bandera de Argentina | Nicolás Kicker          | 163   |                       |

- 1 Se ha tomado en cuenta el ranking del 6 de junio de 2016.

### Otros participantes
Los siguientes jugadores recibieron una invitación (wild card), por lo tanto ingresan directamente al cuadro principal (WC):
- Stefano Napolitano
- Andrea Pellegrino
- Gianluigi Quinzi
- Lorenzo Sonego

Los siguientes jugadores ingresan al cuadro principal tras disputar el cuadro clasificatorio (Q):
- Nicolás Barrientos
- Daniel Elahi Galán
- Yannick Maden
- Gianluca Mager

## Campeones

### Individual masculino
- derrotó en la final a  ,

### Dobles masculino
- Rogério Dutra da Silva /  Andrés Molteni  derrotaron en la final a  Nicolás Barrientos /  Fabrício Neis por 7-5, 6-3